# آتشکده پارسی، سکندرآباد

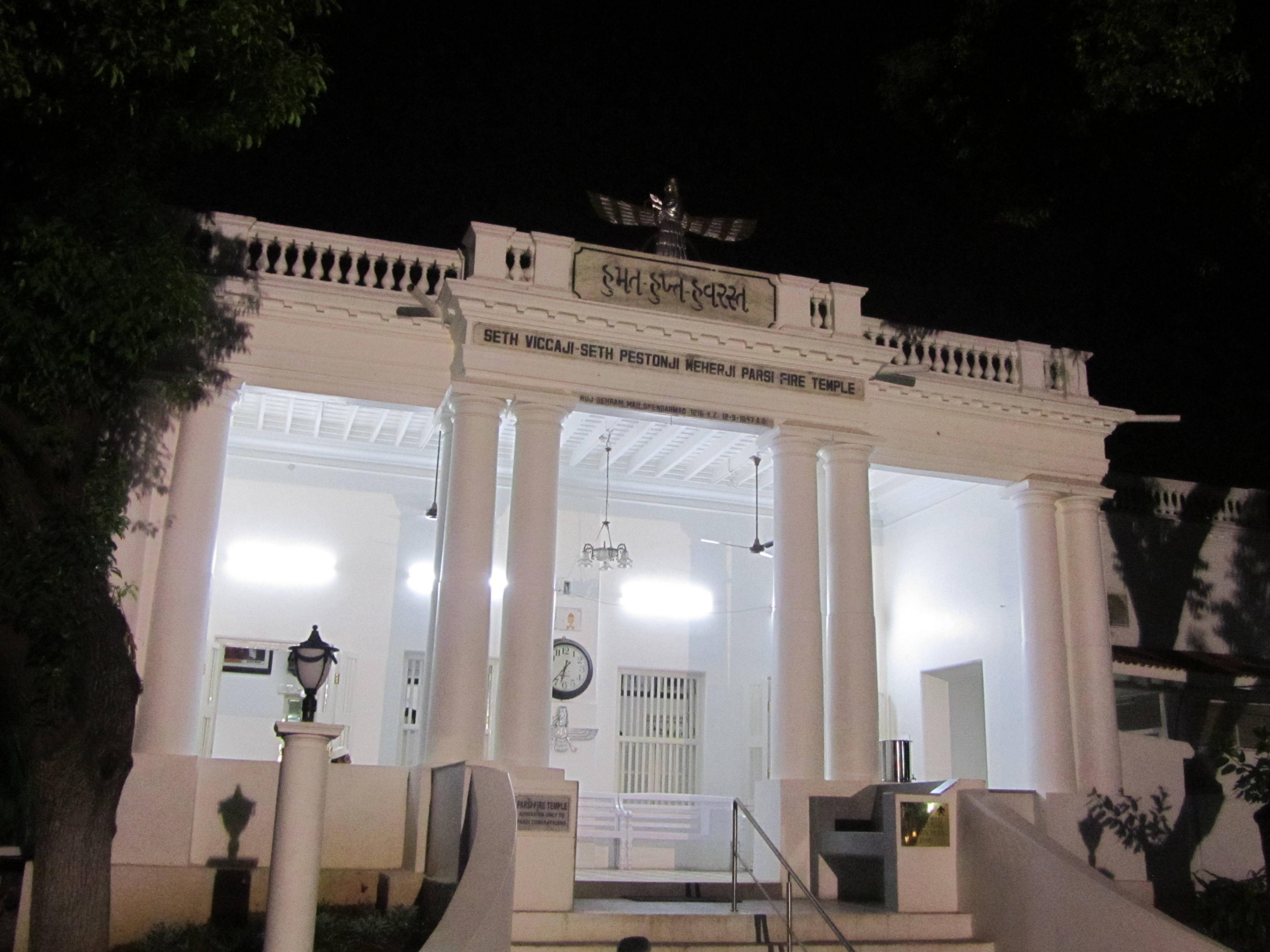
آتشکده پارسی در سکندرآباد

آتشکدهٔ پارسی یا دَرِ مِهر یکی از آتشکده‌های زرتشتیان پارسی هند است. این آتشکده در جاده مهاتما گاندی در سکندرآباد، تلانگانا واقع شده و در سپتامبر ۱۸۴۷ رسمیت یافت. این آتشگاه توسط دو برادر و تاجر به نام‌های پستونجی مهرجی و ویکاجی مهرجی که در سکندرآباد ساکن شده بودند، ساخته شد. این مجموعه علاوه بر آتشکده دارای ساختمان‌های مسکونی و تجاری نیز می‌باشد. جمعیت پارسیان در شهرهای دوقلوی حیدرآباد و سکندرآباد پس از بمبئی در جایگاه دوم از نظر تعداد قرار دارد.

## تاریخ
آتشکده سکندرآباد که با نام‌های در مهر و آگیاری (به معنی آتشکده) هم نامیده می‌شود، اولین آتشکده‌ای بود که در قلمرو نظام توسط دو برادر پارسی، یعنی ست ویکاجی مهرجی و ست پستونجی مهرجی در سال ۱۸۴۷ ساخته شد. در سردر این ساختمان نمایی از اَشو فروهر جای‌گذاری شده و در زیر آن تابلویی با حروف گُجَراتی وجود دارد که تأثیر عمیق زبان گجراتی بر فرهنگ پارسی را بازتاب می‌دهد. روی این تابلو به زبان گجراتی «هومت، هوخت، هورشت» به معنای پندار نیک و گفتار نیک و کردار نیک نوشته شده‌است.
این بنا نیز مانند دیگر نیایشگاه‌های پارسی در جاهای دیگر دارای ایوانی است که نمازگزاران برای شست‌وشوی آیینی اعضای بدن پیش از ورود به تالار بزرگی که برای جشن و سایر دعاها در نظر گرفته شده‌است گرد هم می‌آیند. در دل بنا اتاق‌های دوقلو یکی در مرکز و دیگری زیر گنبد طاق‌دار به نام قبله قرار دارد که آتش مقدس در آن در ظرف فولادی «آفرگان» بر سکویی قرار گرفته‌است. یک چوب خشک شده بدون پوست، آتش را روشن می‌کند. قابل توجه است که این آتش ازسال ۱۸۴۷ تا به امروز بدون وقفه روشن باقی مانده‌است. تنها موبدان پارسی اجازه ورود به «قبله» را دارند. برای اشاره به نیایش پارسی نیز همان واژه «نماز» استفاده می‌شود.